# Luisa Estella Morales
Luisa Estela Morales Lamuño (1 de octubre de 1945) es una abogada y jueza venezolana graduada en la Universidad de Carabobo. Fue presidenta del Tribunal Supremo de Justicia de Venezuela.
Fue miembro del Tribunal Supremo de Justicia de Venezuela. Fue designada Magistrada por la Asamblea Nacional el 13 de diciembre de 2004 para un periodo único de 12 años. Nombrada por mayoría de 29 de 32 votos de la Sala Plena del TSJ, Presidenta del máximo Tribunal del país el 7 de febrero de 2007 y ratificada para el cargo para el período 2009-2011 y 2011-2013.

## Biografía
La magistrada Luisa Estela Morales Lamuño se graduó de abogado en la Universidad de Carabobo, Università Degli Studi Di Firenze, Italia, 1969-1970, con la tesis "La Empresa Agraria. Organizaciones Económicas Campesinas"; En la misma casa de estudios, Istituto di Diritto Agrario Internazionale e Comparato, con la tesis "Estudios de Derecho Comparado sobre la Reforma Agraria Venezolana y la Reforma Fondiara Italiana"; Università Degli Studi di Bologna, Italia, con la tesis "Derecho Agrario Comparado", Universidad de Pisa Italia.
En la Universidad Externado de Colombia alcanzó el título de "Experto Latinoamericano en Derecho Agrario"; Universidad de Mont Pellier, Francia, obtuvo el título de "Especialista en Recursos Naturales Renovables".
En su trayectoria laboral, se encuentra su desempeño como magistrada de la Corte Primera de lo Contencioso Administrativo (2001-2004); Conjuez de la Sala Político Administrativa del Tribunal Supremo de Justicia (2001); Juez de Primera Instancia en lo Civil, Mercantil, Agrario, Tránsito y del Trabajo de la Circunscripción Judicial del estado Yaracuy (1984-1990).
También se desempeñó como Juez de Tierras, Bosques y Aguas de la Región Agraria Yaracuy y Falcón; Gerente Regional de Tierras de la Región Centro Occidental (Lara, Falcón, Portuguesa y Yaracuy) del Instituto Agrario Nacional (IAN), entre 1979-80; Asesor Nacional de Promoción, Capacitación y Organización Campesina del IAN (1976-1979).
En la Organización de las Naciones Unidas para la Agricultura y la Alimentación (FAO), fue asistente en el Proyecto de la FAO para el Desarrollo del RIF Occidental, Rabat Marruecos, 1974-1976; En el IAN también se desempeñó como abogada adscrita al Departamento Socio-Económico y como abogada asistente adscrita a la presidencia de dicho Instituto.
Tiene una amplia experiencia en el campo académico que la llevó a ser profesora invitada en el máster en Gestión de la Biodiversidad en los Trópicos, patrocinada por la Universidad de Sevilla, España (2004), además fue invitada en el mismo año del máster Programa Hombre y Biosfera, para incorporarse al Claustro de Profesores del máster, Sevilla. Ha participado como ponente y conferencista en numerosos foros, congresos, jornadas y cátedras en todo el país.
En su haber tiene las siguientes publicaciones: "La Empresa Agraria: Organizaciones Económicas Campesinas"; "Cuadernos sobre la Ley de Reforma Agraria para los Campesinos"; "El Centro Agrario en la Ley de Reforma Agraria"; "Nociones sobre Procedimientos Agrarios"; "Cuestiones Agrarias Campesinas" y "Realidad Agraria Venezolana Nuevos Paradigmas. Monografía".
Ha realizado numerosos cursos, entre ellos el realizado en Bogotá, Universidad Externado de Colombia, 1971; Bolivia , Universidad de Cochabamba. Rectorado Estudio sobre Derecho Agrario Boliviano; España Universidad Santiago de Compostela. Facultad de Derecho. Curso sobre Filosofía del Derecho, 1975-1976; Chile, Ministerio de Justicia, Congreso sobre Enseñanza Práctica del Derecho, 1971. En Venezuela también ha efectuado diferentes cursos.
Se cuenta entre sus méritos y reconocimientos: "Orden Batalla de Santa Inés" Barinas, Estado Barinas; "Orden General Juan Jacinto Lara", en su Primera Clase, Barquisimeto, Estado Lara; "Ilustre Visitante" Nueva Esparta; "Orden Ciudad de Tinaquillo" en su Primera Clase, San Carlos, Estado Cojedes; "Orden de San Fernando" en su Primera Clase, Estado Apure; "Orden General Juan Guillermo Irribarren" en su Única Clase, Barquisimeto, Estado Lara; "Orden 21 de septiembre de 1864" en su Única Clase, Estado Táchira; "General de División José Antonio Anzoátegui" en su Primera Clase, Estado Anzoátegui; "Orden Ciudad de Barcelona", Estado Anzoátegui; "Orden Gabriel Picón González" en su Primera Clase, Mérida, Estado Mérida.